# René Chabot
Pour les articles homonymes, voir Chabot.
René Chabot, né le 8 mars 1936 à Tournon-Saint-Pierre (Indre-et-Loire) et mort le 6 octobre 2020 à Saintes (Charente-Maritime), est un homme politique français.

## Mandats électifs
- Député de la troisième circonscription de l'Indre (1993-1997)
- Conseiller général du canton de Tournon-Saint-Martin (1985-2004)
- Maire de Martizay (1977-2001)